# Cala de la Font Morisca
La cala de la Font Morisca és una petita platja natural de la Costa Brava, al municipi de Mont-ras (Baix Empordà), situada a migjorn de la cala del Crit, de la que està separada per una roca foradada. Rodejada de bosc dens, forma part de la Gavarra marítima. Orientada al sud-est, té una longitud d'11 metres i una amplada de 12 metres, formada per còdols. S'hi accedeix des de la cala del Crit a través de l'obertura a la roca. No disposa de cap servei.
A la platja hi havia un aflorament d'aigua potable, que ara ja no raja. L'origen del nom ve de la llegenda que els pirates moriscs venien a abastir-se d'aigua. El nom de la cala del Crit també tindria relació amb els fets del segrest de la filla del masover.